# 風人物語
『風人物語』（ふうじんものがたり）は、第1回アニメ企画大賞を受賞した大鳥南の企画・原案をベースに、Production I.Gが2004年に押井守監修の元、テレビアニメ化した作品である。

## 概要
パーフェクト・チョイスでPPV配信を行ったのち、2005年にファミリー劇場で放送された。2006年6月17日よりNHK衛星第2テレビジョンの衛星アニメ劇場枠（土曜日午前8時06分 - ）にて再放送。2006年6月23日よりフレッツ・スクウェア内アニメ・特撮枠にてオンデマンド配信。
押井は原案となった大鳥の企画に対して、「中学生のキャラクターがセリフも交えてそれなりに描けていた」「『中学生日記』のテレビアニメ版。作品世界・キャラクターを憧れとして描くのではなく、等身大の日常の中での成長を描いていたのが良かった」と称賛しつつも、「内面に入り込みすぎている。突き放して客観的に描かないと視聴者が想像する余地が無くなってしまう」と批判していた。
企画では「風」は「事件が起こる度に『風』を使って解決していく」となっていたが、本編では押井のアイディアで「特殊能力や人生を変える様な力ではなくて、問題が解決した後のアクセント」として使用されることになった。
押井はメインとなるスタッフを説得し、集結させることまで行い、制作作業には全く関わっていない。

## あらすじ
デジカメ部部長の中学2年生・ナオ。いつものように屋上で空の写真を撮っていると、空を飛ぶ猫たちを目撃する。驚いたナオは屋上から落ちてしまうが、突如巻き起こった風によってふわりと浮き、怪我は免れる。実は、ナオを助けたのは風の里出身の大気先生であり、彼は猫に空の飛び方を教えたらしい。ナオは、大気先生に会って風の使い方を教わりに行く。

## 登場人物
ナオ
声 - 名塚佳織
本作の主人公。中学2年生。デジカメ部の部長で、空をよく撮っているが、本人曰く「風を撮っている」
ミキ
声 - 花村怜美
ナオの友人。
潤
声 - 入野自由
ナオの幼馴染。
涼子
声 - 岩村愛
ナオの同級生。空飛ぶ猫を目撃した。
大気
声 - 杉山大
猫に空の飛び方を教えた人物。風使いの里出身。ナオ達からは「大気先生」と呼ばれる。
雪緒
声 - 水野理紗
大気先生の亡き兄の妻で、未亡人。
好三郎
声 - 竹田雅則
保健医
声 - AZU

## スタッフ
- 原案 - 大鳥南（第1回アニメ企画大賞・大賞受賞作品）
- 監督 - 西村純二
- 監修 - 押井守
- キャラクターデザイン - 荒川眞嗣
- 美術監督 - 小林七郎
- 色彩設定 - 広瀬いづみ
- 撮影監督 - 谷内潤
- 編集 - 植松淳一
- 音響演出 - 若林和弘
- 音楽 - 川井憲次
- プロデューサー - 田中信作、小岐須泰世、五味大輔、小野寺直樹
- 制作 - Production I.G
- 製作 - 風人物語製作委員会（東北新社、博報堂DYメディアパートナーズ、スカイパーフェクト・コミュニケーションズ、カルチュア・パブリッシャーズ）

## 主題歌
オープニングテーマ「風の詩 〜WINDY TALES〜」
作詞 - Satomi / 作曲 - 佐々木潤 / 歌 - YuU（coutesy of radiosonic records）
エンディングテーマ「夕陽の色だけ」
作詞 - 西村純二 / 補作詞 - 児島由美 / 作曲 - 川井憲次 / 歌 - Windy-s

## 各話リスト
| 話数 | サブタイトル         | 脚本                    | 絵コンテ | 演出     | 作画監督            | 放送日         |
| ---- | -------------------- | ----------------------- | -------- | -------- | ------------------- | -------------- |
| 1    | 風猫                 | じんのひろあき          | 西村純二 | 西村純二 | 小倉陳利            | 2004年 9月11日 |
| 2    | 風の祭り             | じんのひろあき          | 西村純二 | 西村純二 | 小倉陳利            | 2004年 9月11日 |
| 3    | ランニングガール     | じんのひろあき          | 川崎逸朗 | 川崎逸朗 | 谷津美弥子 窪田康高 | 10月9日        |
| 4    | どんぐりはムササビ   | じんのひろあき          | 鎌倉由実 | 鎌倉由実 | 窪田康高            | 10月9日        |
| 5    | 保健室物語           | じんのひろあき          | 西村純二 | 高林久弥 | 飯田宏義            | 11月13日       |
| 6    | 缶けり               | じんのひろあき          | 川崎逸朗 | 川崎逸朗 | 窪田康高            | 11月13日       |
| 7    | 台風が来た           | じんのひろあき 西村純二 | 西村純二 | 森脇真琴 | 飯田宏義            | 12月11日       |
| 8    | 大掃除はチュウの予感 | じんのひろあき          | 鎌倉由実 | 鎌倉由実 | 窪田康高            | 12月11日       |
| 9    | 父のオートバイ       | じんのひろあき          | 若林厚史 | 高林久弥 | 塩谷直義            | 2005年 1月22日 |
| 10   | 地球最後の日         | 荒川眞嗣                | 川崎逸朗 | 川崎逸朗 | 窪田康高            | 2005年 1月22日 |
| 11   | オーディション顛末記 | じんのひろあき          | 荒川眞嗣 | 高林久弥 | 飯田宏義            | 2月26日        |
| 12   | 桜のころ             | 兵藤まこ                | 川崎逸朗 | 寺沢伸介 | 飯塚晴子 寺沢伸介   | 2月26日        |
| 13   | 雪緒ふたたび         | 兵藤まこ 西村純二       | 西村純二 | 川崎逸朗 | 窪田康高            | 2月26日        |